# Diego de Arce y Reinoso
Diego de Arce y Reinoso (Zalamea de la Serena, 25 d'abril de 1585 - Madrid, 12 de setembre de 1665) va ser un religiós i jurista espanyol. La seva carrera el portà a ocupar diversos càrrecs eclesiàstics a bisbats i polítics dins i fora de la cort de Felip IV durant el validatge del comte-duc d'Olivares.

## Biografia
Procedent d'una família hidalga, senyora de cases i terres a la vall de Carriedo i a Garro (Burgos). Diego de Arce va ser lletrat de professió, va ser un gran estudiós, Juan M. Giraldo, el seu biògraf afirma que estudiava quinze hores diaries, sense distreure's en res que no fos en llegir oficis religiosos. Arce va estudiar i graduar-se de batxiller en Cànons de Lleis a la Universitat de Salamanca. Els anys posteriors a la sortida de la universitat va opositar a diverses beques: el 1610, va guanyar una beca per a estudiar al Colegio de San Fabián y San Sebastián de Pasantes a Plasència; dos anys després va guanyar-ne una altra per al Colegio Mayor de Cuenca a Salamanca. El 1616 prenia possessió d'una càtedra en Instituta guanyada a Salamanca i va canviar el 1623 de Prima de Lleis, sempre lluitant aferrissadament amb la resta competidors; durant aquest període va escriure manuscrits jurídics que va restar inèdits fins a la seva mort. Juan M. Giraldo diu que era conegut com l'«oracle de la facultat» per la seva saviesa, ponderació i documentació.
Amb 40 anys, relativament tard, el 28 d'octubre de 1625, donava tret d'inici a la seva carrera de serveis públics. Aquell any el rei el nomenà oïdor de la Cancelleria de Granada. Ja des de bon començament, a Diego de Arce se'l va conèixer com a magistrat insubornable. Juan M. Giraldo comenta que «se hizo notorio, ser inútiles en su tribunal la diligencia y el favor». El 20 de febrer de 1629 va ser nomenat Regent de l'Audiència de Sevilla, on també va tenir un gran sentit de l'equitat i la justícia, i el 1633 era promogut a Conseller Reial, entrant plenament en la política perquè a banda de les qüestions merament jurídiques les seves competències van entrar també en el govern, personificat en el comte-duc d'Olivares, amb qui no sempre va concordar en opinió. És d'esment la trifulga per l'augment de les exaccions d'impostos de la farina, a la qual Arce es va negar i, per aquesta raó, va ser amenaçat per Olivares i la notícia va arribar fins i tot a Felip IV, però sembla que l'impost finalment es va retirar.
La seva presència a la cort era molesta per alguns, encara que Arce gaudia del favor de la reina Isabel de França, i finalment es va decidir que se li encomanés la tasca de fer auditoria i comprovació de fraus en els exèrcits acantonats a Flandes i Milà; la tasca es va dur amb gran diligència i s'afirma que a banda d'allunyar a Arce de la cort, el que es buscava era algú de les seves qualitats morals per a dur a terme la dita auditoria amb urgència, car feia anys que no s'havien comprovat els comptes. Mentre duia a terme aquests informes i finalment torna és nomenant bisbe de Tui (1635-1637), i després Felip IV el va promoure al bisbat d'Àvila. En ambdues diòcesis es coneix que Arce va depurar el clergat secular i regular, va dedicar-se a l'assistencia pastoral a fidels i contra la pobresa i va promoure la predicació de missions en tot el seu territori. En certes ocasions, fins i tot, va proveir al rei de blat davant les dificultats econòmiques que patia la monarquia. El 1639 és nomenat bisbe de Plasència, un dels bisbats més rics, però els seus enemics a la cort van provocar un incident intentant evitar el lliurament de les butlles de confirmació, sense èxit. Al bisbat va lluitar contra la corrupció i va millorar-ne l'organització.
Amb la caiguda del comte-duc d'Olivares el 1643, Felip IV vol que Arce esdevingui inquisidor general, car el tribunal eclesiàstic havia patit un enorme desprestigi durant el mandat d'Antonio de Sotomayor, amic d'Olivares. Sotomayor va haver de transferir poders a Arce abans que arribessin les butlles de confirmació de càrrec. Tan aviat com va posar-se al capdavant del tribunal, Arce va renovar l'equip de govern de la institució, amb uns perfils marcadament conservadors, contràriament al període d'Olivares, més liberal. Va dur a terme molts actos de fe i va iniciar una política contra els conversos portuguesos, molt estricte quant a la puresa de sang, destacant el cas del protonotari Jerónimo de Villanueva, que va costar a Arce patir un atemptat contra la seva vida; va provocar l'emigració de moltes famílies jueves. Es va posar en marxa, també, el procés de les religioses del Convent de San Plácido. Durant el seu ministeri, es van cremar quatre persones per any en les dependències de la monarquia, dos cremats en estàtua, vint persones empresonades i, en total, 9.568 castigats.
El 1648 li van oferir la presidència del Consell de Castella però la va refusar. El 1652 renuncia al bisbat de Plasència. Va morir a Madrid el 12 de setembre de 1665, el mateix dia que Felip IV.